# Tempelhof-Schöneberg
Tempelhof-Schöneberg – siódmy okręg administracyjny (Bezirk) Berlina. Liczy ponad 345 000 mieszkańców. Powstał w 2001 z połączenia dwóch okręgów administracyjnych Berlina Zachodniego: Tempelhof i Schöneberga. Siedziba administracji okręgu znajduje się w ratuszu Schöneberg. Za okręg odpowiedzialne są sądy powszechne Schöneberg i Tempelhof-Kreuzberg, a sprawami finansowymi zajmują się urzędy skarbowe Schöneberg i Tempelhof. Okręg znany jest przede wszystkim z dawnego lotniska Berlin-Tempelhof, które obecnie służy za największy teren wypoczynkowy w mieście, a także ze swojej dzielnicy Schöneberg, która jest zamieszkana przez pary homoseksualne.

## Położenie geograficzne
Okręg rozciąga się od południowej części śródmieścia Berlina, aż do południowej granicy miasta. Jest on różnie zasiedlony. W dzielnicy Schöneberg, najbogatszej dzielnicy w całym okręgu, mieszka więcej niż jedna trzecia jego mieszkańców. Friedenau jest najmniejszą dzielnicą okręgu i jedną z mniejszych w całym Berlinie, ale jest jednocześnie najgęściej zasiedlona w mieście.
W roku 2014 nastąpiła wymiana obszarów z sąsiadującym okręgiem Friedrichshain-Kreuzberg.

## Podział administracyjny
W skład okręgu administracyjnego wchodzi sześć dzielnic (Ortsteil):
| Nazwa dzielnicy | Powierzchnia w kilometrach kwadratowych | Liczba mieszkańców | Liczba mieszkańców na kilometr kwadratowy | Położenie na mapie okręgu |
| --- | --------------------------------------- | ------------------ | ----------------------------------------- | ------------------------- |
| 0701 Schöneberg - Bayerisches Viertel - Ceciliengärten - Nollendorfkiez - Kielgan-Viertel - Rote Insel - Siedlung Lindenhof - Alboinplatz | 10,60                                   | 120 725            | 11 389                                    |                           |
| 0702 Friedenau | 1,65                                    | 28 145             | 17 058                                    |                           |
| 0703 Tempelhof - Neu-Tempelhof - Tempelhofer Feld                                                                                         | 12,20                                   | 61 889             | 5 073                                     |                           |
| 0704 Mariendorf - Alt-Mariendorf | 9,38                                    | 51 540             | 5 495                                     |                           |
| 0705 Marienfelde | 9,15                                    | 32 131             | 3 512                                     |                           |
| 0706 Lichtenrade | 10,10                                   | 50 594             | 5 009                                     |                           |

## Liczby i Daty

### Mieszkańcy
31 grudnia 2015 roku okręg Telmpelhof-Schöneberg zamieszkiwało 345 024 mieszkańców na powierzchni 53,1 kilometra kwadratowego. Daje to zagęszczenie ludności na poziomie 6499 osób na kilometr kwadratowy. 31 grudnia 2012 roku odsetek obcokrajowców wyniósł 15,3%, a ogólnie mieszkańców z tłem migracyjnym – 31,6%. Stopa bezrobocia wyniosła 30 kwietnia 2013 roku 11,0%. Średni wiek mieszkańca 31 grudnia 2012 roku wynosił 44,1 roku.

### Powierzchnia użytkowa
Przeznaczenie powierzchni użytkowej w 2008 roku:
- Łączna wielkość okręgu Telmpelhof-Schöneberg – 5310 ha
- Obszary zabudowane i wolne – 3076 ha (z tego 1719 ha to zabudowa mieszkalna, a 538 ha zajmują tereny przemysłowe)
- Zakłady przemysłowe – 27 ha
- Powierzchnie odpoczynkowe – 584 ha (w tym 58 ha obiektów sportowych i basenów odkrytych i 527 ha terenów zielonych i camping)
- Powierzchnie transportowe – 1354 ha (w tym 862 ha ulic, placów i dróg, a także 492 ha terenów kolejowych i lotnisko)
- Tereny rolne – 60 ha
- Tereny leśne – 48 ha
- Zbiorniki wodne – 42 ha
- Inne powierzchnie – 118 ha (w tym 117 ha cmentarze)

### Miejsca spędzania wolnego czasu
W okręgu znajdują się następujące miejsca spędzania wolnego czasu:
- 172 placów zabaw – 406 145 m²
- 7 basenów (halowe, otwarte i letnie) – 8493 m²
- 115 obiektów sportowych – 343 864 m²
- 1 tor do wyścigów kłusaków – 261 673 m²

## Ośrodki kultury
W okręgu działa szkoła muzyczna im. Leo Kestenberga wraz z Orkiestrą Symfoniczną Tempelhof (Sinfonieorchester Tempelhof (SOT)). Znajduje się tu również, znane poza granicami miasta, międzynarodowe centrum kultury ufaFabrik.

## Zabytki

### Kwartały miasta i place
- Bayerisches Viertel

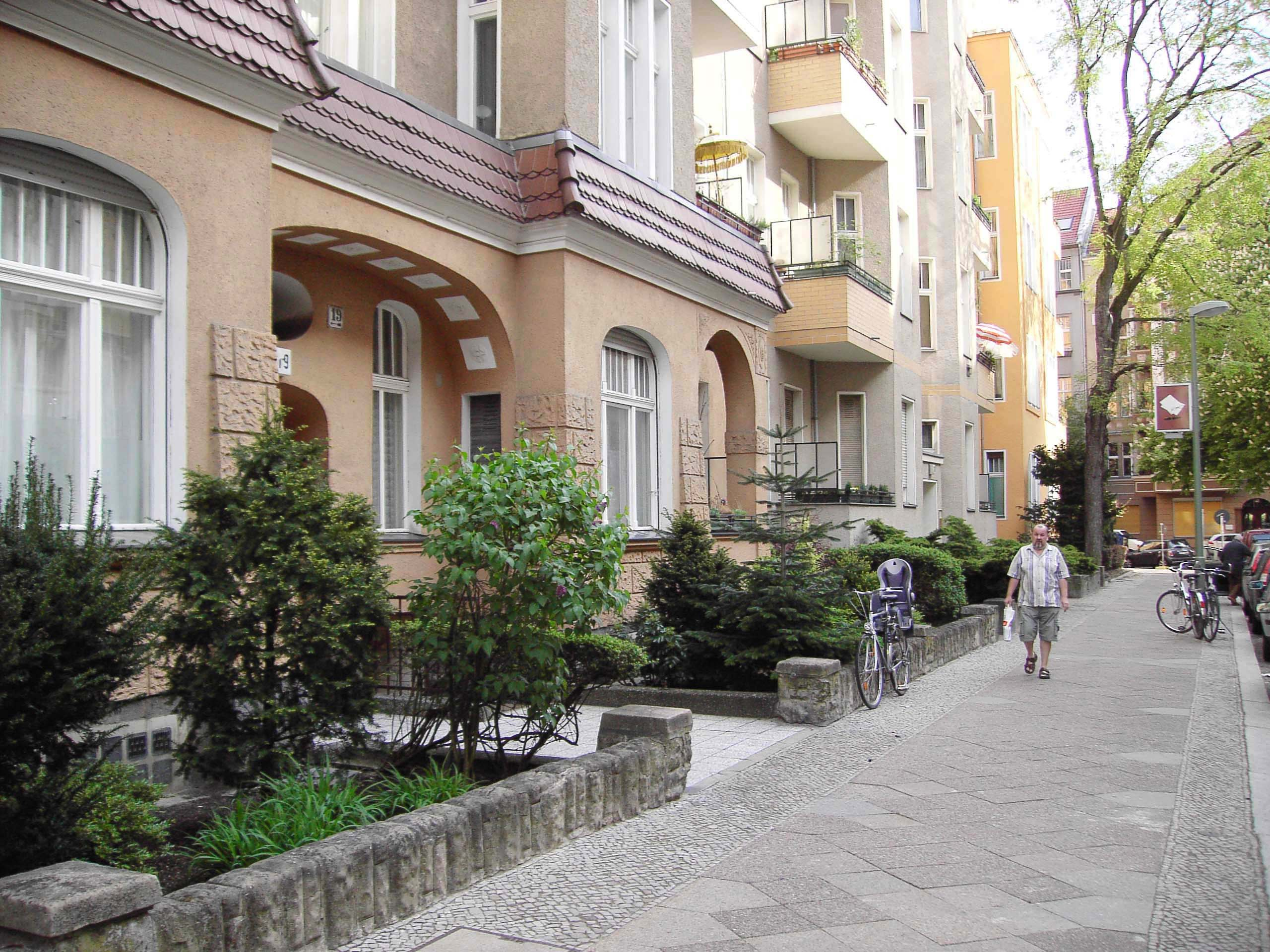
Bayerisches Viertel

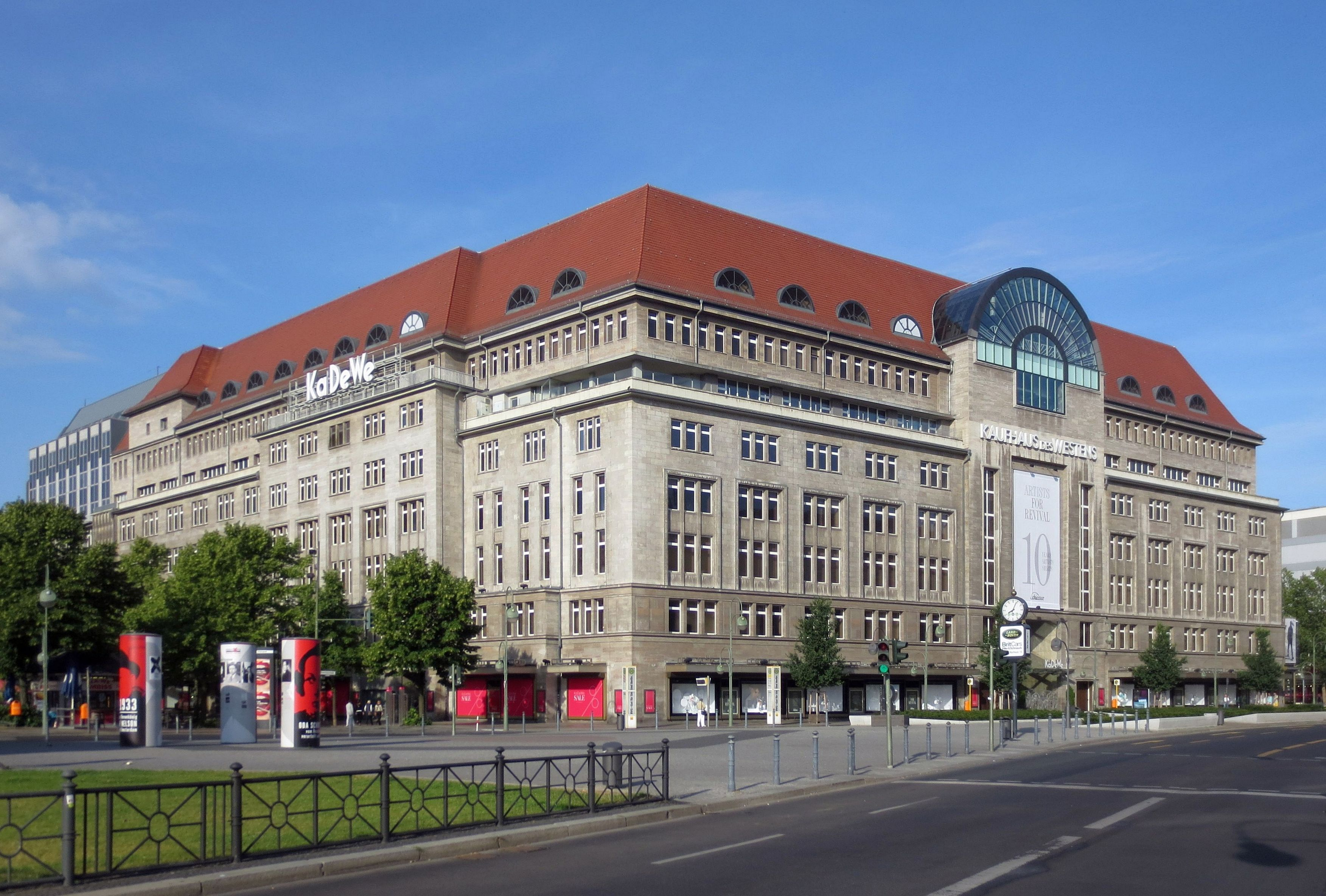
KaDeWe

- Ceciliengärten, osiedle zabytkowe chronione prawnie jako przykład zabudowy z lat 20. XX w.
- Friedrich-Wilhelm-Platz
- Platz der Luftbrücke z pomnikiem Mostu Powietrznego i danym lotniskiem Tempelhof
- Rote Insel
- Nollendorfplatz
- Osiedle Lindenhof
- Viktoria-Luise-Platz
- Winterfeldtplatz
- Wittenbergplatz i Tauentzienstraße z największym domem handlowym europy Kaufhaus des Westens (KaDeWe)

### Ważniejsze budowle
- Flughafen Berlin-Tempelhof

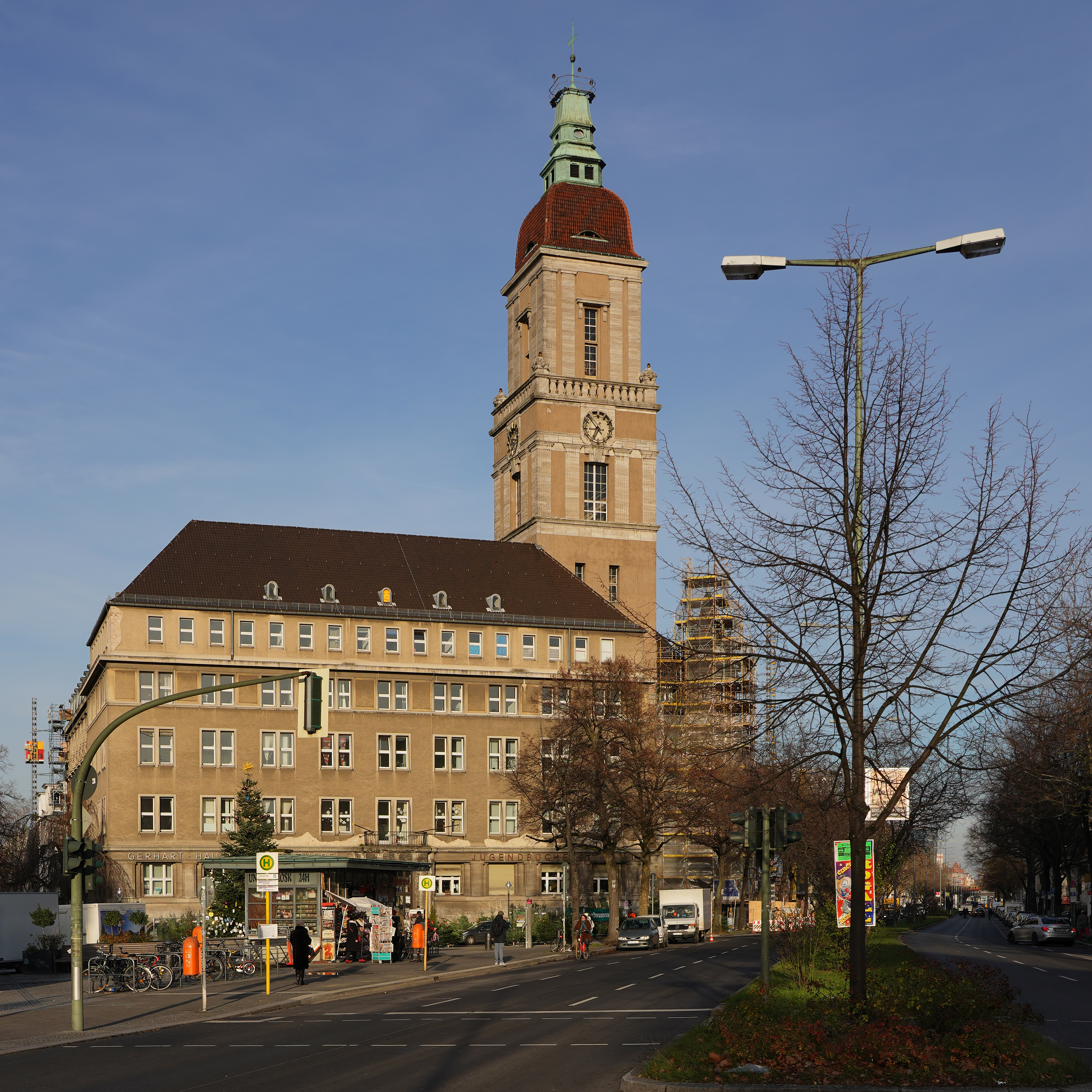
Ratusz Friedenau

- Budynki Wyższego Sądu Krajowego, które w czasach III Rzeszy były siedzibą Trybunału Ludowego (Volksgerichtshof), a podczas okupacji alianckiej – Kontrollratu
- Ratusz Schöneberg, do 1993 roku siedziba Izby Deputowanych, a do 1991 roku Urząd Burmistrza Berlina Zachodniego
- Ratusz Friedenau
- Ullsteinhaus
- Dom Radia Deutschlandradio Kultur, do 1994 roku siedziba RIAS

## Transport
Przez okręg przebiega linia metra U1, U2, U3, U4, U6, U7 oraz U9.

## Współpraca
Miejscowości partnerskie:
- Ahlen, Nadrenia Północna-Westfalia
- Amstelveen, Holandia
- powiat Bad Kreuznach, Nadrenia-Palatynat
- Charenton-le-Pont, Francja
- Charleston, Stany Zjednoczone
- Koszalin, Polska
- Levallois-Perret, Francja
- London Borough of Barnet, Wielka Brytania
- Mezitli, Turcja
- Naharijja, Izrael
- powiat Paderborn, Nadrenia Północna-Westfalia
- Penzberg, Bawaria
- powiat Teltow-Fläming, Brandenburgia
- powiat Werra-Meißner, Hesja
- Wuppertal, Nadrenia Północna-Westfalia

## Pozostałe
23 września 2008 roku okręg otrzymał tytuł Ort der Vielfalt (pol. Miejsce Wielokulturowości) przyznany przez Rząd Federalny Niemiec.

## Literatura
- Bezirksamt Tempelhof-Schöneberg, Stadtentwicklungsamt, Fachbereich Vermessung und Geoinformation (Hrsg.): Tempelhof-Schöneberg, Straßen – Plätze – Brücken, Ihre Herkunft, Bedeutung und Umbenennungen. pierwsze wydanie, 2012.